# ASPTT Mulhouse Volley-Ball 2011-2012
Questa voce raccoglie le informazioni riguardanti l'ASPTT Mulhouse Volley-Ball nelle competizioni ufficiali della stagione 2011-2012.

## Organigramma societario
Area direttiva
- Presidente: Gérard Reeb

Area tecnica
- Allenatore: Magali Magail
- Allenatore in seconda: Teresa Worek

## Rosa
| N° | Nome              | Ruolo | Data di nascita   | Nazionalità sportiva |
| -- | ----------------- | ----- | ----------------- | -------------------- |
| 1  | Tatjana Bokan     | S     | 9 aprile 1988     | Montenegro           |
| 2  | Arsela Haka       | S     | 16 maggio 1993    | Francia              |
| 3  | Anna Marić        | S/O   | 30 marzo 1978     | Serbia               |
| 4  | Kama Diarra       | S     | 25 maggio 1994    | Francia              |
| 5  | Anna Rybaczewski  | S     | 23 marzo 1982     | Francia              |
| 6  | Déborah Ortschitt | L     | 10 giugno 1987    | Francia              |
| 7  | Alexia Djilali    | S     | 27 ottobre 1987   | Francia              |
| 9  | Aminata Coulibaly | P     | 27 settembre 1988 | Francia              |
| 10 | Nicole Koolhaas   | C     | 31 gennaio 1991   | Paesi Bassi          |
| 11 | Armelle Faesch    | P     | 26 dicembre 1981  | Francia              |
| 12 | Isaline Sager     | C     | 5 luglio 1988     | Francia              |
| 15 | Lucile Minla      | S     | 7 maggio 1993     | Francia              |
| 16 | Alina Albu        | C     | 6 settembre 1983  | Romania              |
| 17 | Polina Stojneva   | S/O   | 2 settembre 1989  | Bulgaria             |